# 胡伦·阿吉纳加尔德
胡伦·阿吉纳加尔德（西班牙語：Julen Aguinagalde，1982年12月8日—），西班牙男子手球运动员。他曾代表西班牙国家队参加2012年和2020年夏季奥林匹克运动会手球比赛，获得一枚铜牌。